# Чемпіонат України з волейболу серед жінок
Чемпіонат України з волейболу серед жіночих команд — волейбольні змагання в Україні, засновані 1992-го року.

## Історія
Розпад СРСР наприкінці 1991 року поклав кінець усім спортивним лігам, які проводилися в Радянському Союзі, включаючи Чемпіонат УРСР з волейболу серед жінок, який існував з 1933 року. Тоді новостворена Федерація волейболу України (ФВУ) у 1992 році створив національну лігу, яка отримала назву Прем’єр-ліга (укр. Волейбольна Вища ліга). У 2000 році назву було змінено на Суперліга, а друга ліга була перейменована на Прем’єр-лігу. Між двома лігами існує система пониження та підвищення.
Чемпіонат розбитий на два дивізіони — суперлігу і вищу лігу, до сезону 2004/05 включно жіночий чемпіонат проводився і серед команд першої ліги.
До сезону 1999/2000 турнір найсильніших команд країни мав назву «вища ліга», відповідно, нинішня вища ліга називалася першою лігою, а нижчий дивізіон — другою лігою. При цьому перехідний сезон 1998/99 вийшов в дечому експериментальним: чемпіонат проводився відразу в чотирьох лігах — вищій (нині — суперліга), вищій лізі Б (нині — вища ліга), першій і другій лігах.
Між лігами за підсумками кожного сезону проводиться обмін командами — дві найгірші (одна — безпосередньо, друга — у разі невдалого виступу в перехідних матчах) вибувають у нижчу лігу — їхні місця займають команди нижчих ліг.
Найкращі команди Суперліги отримують право грати в єврокубкових турнірах, що проводяться під егідою ЄКВ.

## Призери чемпіонатів України

### Вища ліга
| Рік     | Золото                           | Срібло                          | Бронза                             |
| 1992    | «Іскра» (Луганськ)               | «Орбіта» (Запоріжжя)            | «Локомотив» (Дніпропетровськ)      |
| 1992-93 | «Орбіта» (Запоріжжя)             | «Іскра» (Луганськ)              | «Краян» (Одеса)                    |
| 1993-94 | «Іскра» (Луганськ)               | «Орбіта-ЗАЕС» (Запоріжжя)       | «АФ Олександрія» (Біла Церква)     |
| 1994-95 | «Іскра» (Луганськ)               | «Орбіта» (Запоріжжя)            | «Динамо-Дженестра» (Одеса)         |
| 1995-96 | «Іскра» (Луганськ)               | «Динамо-Дженестра» (Одеса)      | «Орбіта-ЗАЕС» (Запоріжжя)          |
| 1996-97 | «Іскра» (Луганськ)               | «Хімволокно-Спорттех» (Черкаси) | «Динамо-Дженестра» (Одеса)         |
| 1997-98 | «Хімволокно-Тривертон» (Черкаси) | «Орбіта» (Запоріжжя)            | «Динамо-Дженестра» (Одеса)         |
| 1998-99 | «Іскра» (Луганськ)               | «Хімволокно-Круг» (Черкаси)     | «Динамо-Дженестра» (Одеса)         |
| 1999-00 | «Хімволокно-Круг» (Черкаси)      | «Динамо-Дженестра» (Одеса)      | «Галичанка-Галекспорт» (Тернопіль) |

### Суперліга
| Рік     | Золото                                                                            | Срібло                                                                            | Бронза                                                                            |
| 2000-01 | «Динамо-Дженестра» (Одеса)                                                        | «Динамо-Круг» (Черкаси)                                                           | «Галичанка-Галекспорт» (Тернопіль)                                                |
| 2001-02 | «Динамо-Дженестра» (Одеса)                                                        | «Динамо-Круг» (Черкаси)                                                           | «ЗДІА» (Запоріжжя)                                                                |
| 2002-03 | «Динамо-Дженестра» (Одеса)                                                        | «ЗДІА» (Запоріжжя)                                                                | «Круг» (Черкаси)                                                                  |
| 2003-04 | «Динамо-Дженестра» (Одеса)                                                        | «ЗДІА» (Запоріжжя)                                                                | «Круг» (Черкаси)                                                                  |
| 2004-05 | «Круг» (Черкаси)                                                                  | «Дженестра» (Одеса)                                                               | «Хімволокно» (Черкаси)                                                            |
| 2005-06 | «Круг» (Черкаси)                                                                  | «Галичанка-Галекспорт» (Тернопіль)                                                | «Сєвєродончанка» (Сєвєродонецьк)                                                  |
| 2006-07 | «Круг» (Черкаси)                                                                  | «Джінестра» (Одеса)                                                               | «Орбіта-Університет» (Запоріжжя)                                                  |
| 2007-08 | «Круг» (Черкаси)                                                                  | «Джінестра» (Одеса)                                                               | «Галичанка-Галекспорт» (Тернопіль)                                                |
| 2008-09 | ВК «Сєвєродончанка» (Сєвєродонецьк)                                               | «Круг» (Черкаси)                                                                  | «Галичанка-Динамо-ТНЕУ» (Тернопіль)                                               |
| 2009-10 | «Галичанка-Динамо-ТНЕУ» (Тернопіль)                                               | «Джінестра» (Одеса)                                                               | «Круг» (Черкаси)                                                                  |
| 2010-11 | «Хімік» (Южне)                                                                    | «Джінестра» (Одеса)                                                               | ВК «Сєвєродончанка» (Сєвєродонецьк)                                               |
| 2011-12 | «Хімік» (Южне)                                                                    | «Волинь-Університет» (Луцьк)                                                      | ВК «Сєвєродончанка» (Сєвєродонецьк)                                               |
| 2012-13 | «Хімік» (Южне)                                                                    | «Волинь-Університет» (Луцьк)                                                      | ВК «Сєвєродончанка» (Сєвєродонецьк)                                               |
| 2013-14 | «Хімік» (Южне)                                                                    | ВК «Сєвєродончанка» (Сєвєродонецьк)                                               | «Орбіта-ЗТМК-ЗНУ» (Запоріжжя)                                                     |
| 2014-15 | «Хімік» (Южне)                                                                    | ВК «Сєвєродончанка» (Сєвєродонецьк)                                               | «Орбіта-ЗТМК-ЗНУ» (Запоріжжя)                                                     |
| 2015-16 | «Хімік» (Южне)                                                                    | «Орбіта» (Запоріжжя)                                                              | ВК «Сєвєродончанка» (Сіверськодонецьк)                                            |
| 2016-17 | «Хімік» (Южне)                                                                    | «Білозгар-Медуніверситет» (Вінниця)                                               | «Волинь-Університет-ОДЮСШ» (Луцьк)                                                |
| 2017-18 | «Хімік» (Южне)                                                                    | «Волинь-Університет-ОДЮСШ» (Луцьк)                                                | ВК «Тернопіль» (Тернопіль)                                                        |
| 2018-19 | «Хімік» (Южне)                                                                    | «Орбіта» (Запоріжжя)                                                              | «Волинь-Університет-ОДЮСШ» (Луцьк)                                                |
| 2019-20 | Переможця та призерів не визначено. Завершено достроково через пандемію COVID-19. | Переможця та призерів не визначено. Завершено достроково через пандемію COVID-19. | Переможця та призерів не визначено. Завершено достроково через пандемію COVID-19. |
| 2020-21 | СК «Прометей» (Кам'янське)                                                        | «Хімік» (Южне)                                                                    | «Орбіта» (Запоріжжя)                                                              |
| 2021-22 | СК «Прометей» (Кам'янське)                                                        | «Хімік» (Южне)                                                                    | «Орбіта» (Запоріжжя)                                                              |
| 2022-23 | СК «Прометей» (Кам'янське)                                                        | «Добродій-Медуніверситет-ШВСМ» (Вінниця)                                          | «Аланта» (Дніпро)                                                                 |
| 2023-24 | СК «Прометей» (Кам'янське)                                                        | «Аланта» (Дніпро)                                                                 | «Буковинка» (Чернівці)                                                            |
| 2024-25 | «Буковинка» (Чернівці)                                                            | «СК Балта» (Балта)                                                                | «Добродій-ШВСМ» (Вінниця)                                                         |

## Таблиця медалей
| Місце | Клуб                             | Золото | Срібло | Бронза | Всього |
| 1     | «Хімік» (Южне)                   | 9      | 2      | 0      | 11     |
| 2     | «Круг» (Черкаси)                 | 6      | 5      | 3      | 14     |
| 3     | «Іскра» (Луганськ)               | 6      | 1      | 1      | 8      |
| 4     | «Джінестра» (Одеса)              | 4      | 7      | 4      | 15     |
| 5     | СК «Прометей» (Кам'янське)       | 4      | 0      | 0      | 0      |
| 6     | «Орбіта» (Запоріжжя)             | 1      | 8      | 8      | 17     |
| 7     | «Сєвєродончанка» (Сєвєродонецьк) | 1      | 2      | 4      | 7      |
| 8     | «Галичанка-ЗУНУ» (Тернопіль)     | 1      | 1      | 5      | 7      |
| 9     | «Буковинка» (Чернівці)           | 1      | 0      | 1      | 2      |
| 10    | «Волинь-Університет» (Луцьк)     | 0      | 3      | 2      | 5      |
| 11    | «Добродій-ШВСМ» (Вінниця)        | 0      | 2      | 1      | 3      |
| 12    | «Аланта» (Дніпро)                | 0      | 1      | 1      | 2      |
| 13    | «СК Балта» (Балта)               | 0      | 1      | 0      | 1      |
| 14    | «Хімволокно» (Черкаси)           | 0      | 0      | 1      | 1      |
| 14    | «АФ Олександрія» (Біла Церква)   | 0      | 0      | 1      | 1      |
| 14    | «Локомотив» (Дніпропетровськ)    | 0      | 0      | 1      | 1      |

## VIP-сезону
| Рік     | Гравець                                                               | Позиція                                                               | Команда                                                               |
| ------- | --------------------------------------------------------------------- | --------------------------------------------------------------------- | --------------------------------------------------------------------- |
| 2014–15 | Надія Кодола                                                          | Догравальниця                                                         | «Хімік»                                                               |
| 2015–16 | Ганна Кириченко                                                       | Догравальниця                                                         | «Сєвєродончанка»                                                      |
| 2016–17 | Анастасія Крайдуба                                                    | Діагональна                                                           | «Хімік»                                                               |
| 2017–18 | Дар'я Дрозд                                                           | Діагональна                                                           | «Хімік»                                                               |
| 2018–19 | Діана Мелюшкина                                                       | Центральна блокуюча                                                   | «Хімік»                                                               |
| 2019-20 | Переможця не визначено. Завершено достроково через пандемію COVID-19. | Переможця не визначено. Завершено достроково через пандемію COVID-19. | Переможця не визначено. Завершено достроково через пандемію COVID-19. |
| 2020–21 | Анастасія Крайдуба                                                    | Діагональна                                                           | СК «Прометей»                                                         |
| 2021–22 | Номінанта невизначеного.                                              | Номінанта невизначеного.                                              | Номінанта невизначеного.                                              |
| 2022–23 | Олександра Міленко                                                    | Догравальниця                                                         | СК «Прометей»                                                         |
| 2023–24 | Кристина Нємцева                                                      | Ліберо                                                                | СК «Прометей»                                                         |
| 2024–25 | Поліна Дзюба                                                          | Догравальниця                                                         | «Буковинка»                                                           |

## Призери нижчих ліг
(до сезону-1999/00 — перша ліга, в сезоні-1999/00 — вища ліга Б)
| Сезон   | Чемпіон                              | 2-е місце                         | 3-є місце                                    |
| ------- | ------------------------------------ | --------------------------------- | -------------------------------------------- |
| 1992/93 | «Алеко» Переяслав-Хмельницький       | «УФК-2-СіМ» Харків                | «Полісянка» Рівне                            |
| 1993/94 | «Університет ТУР С» Івано-Франківськ | «Південний Буг» Вінниця           | «Полісянка» Рівне                            |
| 1994/95 | «Заводчанка» Запоріжжя               | «УФК-2-СіМ» Харків                | «Ескулап» Яготин                             |
| 1995/96 | «УФК-Вермікуліт» Київ                | «Полісянка» Рівне                 | «Університет» Івано-Франківськ               |
| 1996/97 | «Університет» Івано-Франківськ       | «Електра» Донецьк                 | «Іскра-2» Луганськ                           |
| 1997/98 | «Енергія» Енергодар                  | «Медуніверситет» Вінниця          | «Галичанка-Глобо-2» Тернопіль                |
| 1998/99 | «Галичанка» Тернопіль                | «Університет» Івано-Франківськ    | «Медуніверситет-Вікторія» Вінниця            |
| 1999/00 | «Медуніверситет-Вікторія» Вінниця    | «ШВСМ-Електра» Донецьк            | «Освіта» Луцьк                               |
| 2000/01 | «МНТУ-Нафтогаз» Київ                 | «Освіта-Волинь» Луцьк             | «Харків'янка» Харків                         |
| 2001/02 | «Хімволокно-Спартак» Черкаси         | «Освіта-Волинь» Луцьк             | «Харків'янка-ШВСМ» Харків                    |
| 2002/03 | «Іскра-Педуніверситет» Луганськ      | «Харків'янка» Харків              | «Освіта» Луцьк                               |
| 2003/04 | «Сєвєродончанка» Сєвєродонецьк       | «Керкінітіда» Євпаторія           | «Рось-Університет» Біла Церква               |
| 2004/05 | «Керкінітіда» Євпаторія              | «Рось-Університет» Біла Церква    | «Регіна» Рівне                               |
| 2005/06 | «Рось-Університет» Біла Церква       | «Університет-ОДЮСШ» Луцьк         | «Регіна-АРТ» Рівне                           |
| 2006/07 | «Волинь-Університет-ОДЮСШ» Луцьк     | «Златогор» Золотоноша             | «Національний Університет-ЧІПБ-Круг» Черкаси |
| 2007/08 | «Рось-Університет» Біла Церква       | «Іскра-Педуніверситет» Луганськ   | «Регіна» Рівне                               |
| 2008/09 | «Хімік» Южне                         | «Іскра-Педуніверситет» Луганськ   | «Керкінітіда» Євпаторія                      |
| 2009/10 | «Керкінітіда» Євпаторія              | «Медуніверситет-Олімп» Вінниця    | «Регіна-МЕГУ» Рівне                          |
| 2010/11 | «Кряж-Медуніверситет» Вінниця        | «Регіна-МЕГУ» Рівне               | «ДонНУЕТ-ШВСМ» Донецьк                       |
| 2011/12 | «Орбіта-Університет» Запоріжжя       | «Регіна-МЕГУ» Рівне               | «ДонНУЕТ-ШВСМ» Донецьк                       |
| 2012/13 | «Континіум-Ковель» Ковель            | «ДонНУЕТ-ШВСМ» Донецьк            | «ОДЮСШ-ЗНУ-ЗТМК» Запоріжжя                   |
| 2013/14 | «Континіум-Ковель» Ковель            | «Педуніверситет-ШВСМ» Чернігів    | «ДонНУЕТ-ШВСМ» Донецьк                       |
| 2014/15 |                                      |                                   |                                              |
| 2015/16 |                                      |                                   |                                              |
| 2016/17 | "Фаворит" Київ                       | "Харків'янка-ХНПУ" Харків         | "Новатор" Хмельницький                       |
| 2017/18 | "Новатор" Хмельницький               | "Університет-ШВСМ" Чернігів       | "Полтавчанка-ПНПУ" Полтава                   |
| 2018/19 | "Полісся-ШВСМ-ЖДУ" Житомир           | "ХОВУФКС" Харків                  | "Полтавчанка-ПНПУ" Полтава                   |
| 2019/20 | "Аланта" Дніпро                      | "Полтавчанка-ПНПУ" Полтава        | "Легенда-WNET" Київ                          |
| 2020/21 | "Полісся-2" Житомир                  | "Добродій-Медуніверситет" Вінниця | "Фогтланд" Одеса                             |
| 2021/22 | "Академія Прометей" Кам'янське       | "Полісся-2-ШВСМ" Житомир          | "Університет-ШВСМ" Чернігів                  |
| 2022/23 | "Регіна-МЕГУ-ОШВСМ-КОСЛ" Рівне       | "Нафтуся" Трускавець              | "ЖДУ-Полісся-ОШВСМ" Житомир                  |
| 2023/24 | "Академія Прометей" Кам'янське       | "Нафтуся" Трускавець              | "ЦОП-ЧНУ-ДЮСШ №5-МФКФК" Миколаїв             |
| 2024/25 | "Полісся-ОШВСМ" Житомир              | "Орбіта" Запоріжжя                | "Регіна-МЕГУ" Рівне                          |